# دیو بویس
دیو بویس (انگلیسی: Dave Boyes؛ زادهٔ ۲۶ اوت ۱۹۶۴) ورزشکار روئینگ اهل کانادا است.
وی در مسابقات کشوری و بین‌المللی در مجموع برندهٔ ۱ مدال نقره شده‌است.